# Colonie de Santiago
Pour les articles homonymes, voir Santiago (homonymie).
1509–1655
Entités précédentes :
- Arawaks

Entités suivantes :
- Jamaïque (Commonwealth d'Angleterre)

Santiago est une ancienne colonie espagnole au sein des Indes occidentales espagnoles correspondant aujourd'hui à la Jamaïque.